# 荒沢岳
荒沢岳（あらさわだけ）は新潟県魚沼市にある標高1,969 mの山。荒澤岳とも表記する。また銀山岳と呼ばれていた時代もある。三角形の山頂部を中心に両翼を広げ、均整のとれた山容を見せており、沢には盛夏でも雪渓を残す。

## 概要
新潟県境の景勝地・銀山平を見下ろすようにそびえる鋭鋒である。日本二百名山の一峰であるが、日本百名山には含まれず、日本三百名山にも含まれない。日本二百名山選定の際、登山条件の困難さやこの地域の気候の厳しさなどが問題となったが、結局日本二百名山に加えられた。日本三百名山に含まれない、唯一の日本二百名山である。
登山の拠点となる銀山平は積雪が5 mを越える豪雪地帯であり、奥只見シルバーラインが開通する前までは秘境の地であった。『日本百名山』の著者深田久弥も荒沢岳にはついに登ることができなかった。

## 登山ルート
荒沢岳に直接登る登山ルートは、銀山平から前山 (1,090 m)・前嵓（まえぐら、1,536 m）の2つのピークを経る1本のみである。所要時間は往復で約8時間。鎖場や濡れた岩場、さらに鎖さえもない難所がある。前嵓付近では、転落死亡事故も発生している。雪害を防ぐため、冬季は難所にかけられた鎖が取り外されている。
山頂は狭いが、眺望は抜群で、越後三山・巻機山・未丈ヶ岳・守門岳・浅草岳・平ヶ岳など、360度の展望がある。
山頂から先には、兎岳・中ノ岳へと続く縦走路がある。かつての『山と高原地図』ではルートが未記載であったが、有志により定期的に刈り払いされており、2016年版の『山と高原地図』では一般ルートとして所要時間が記載されている。

## 参考画像

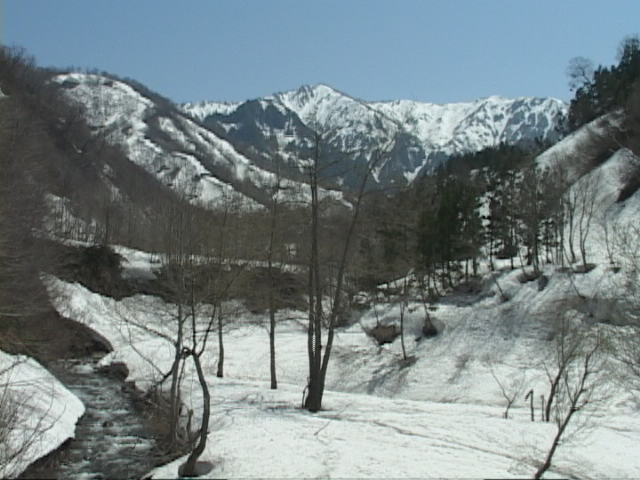
銀山平蛇子沢から望む荒沢岳
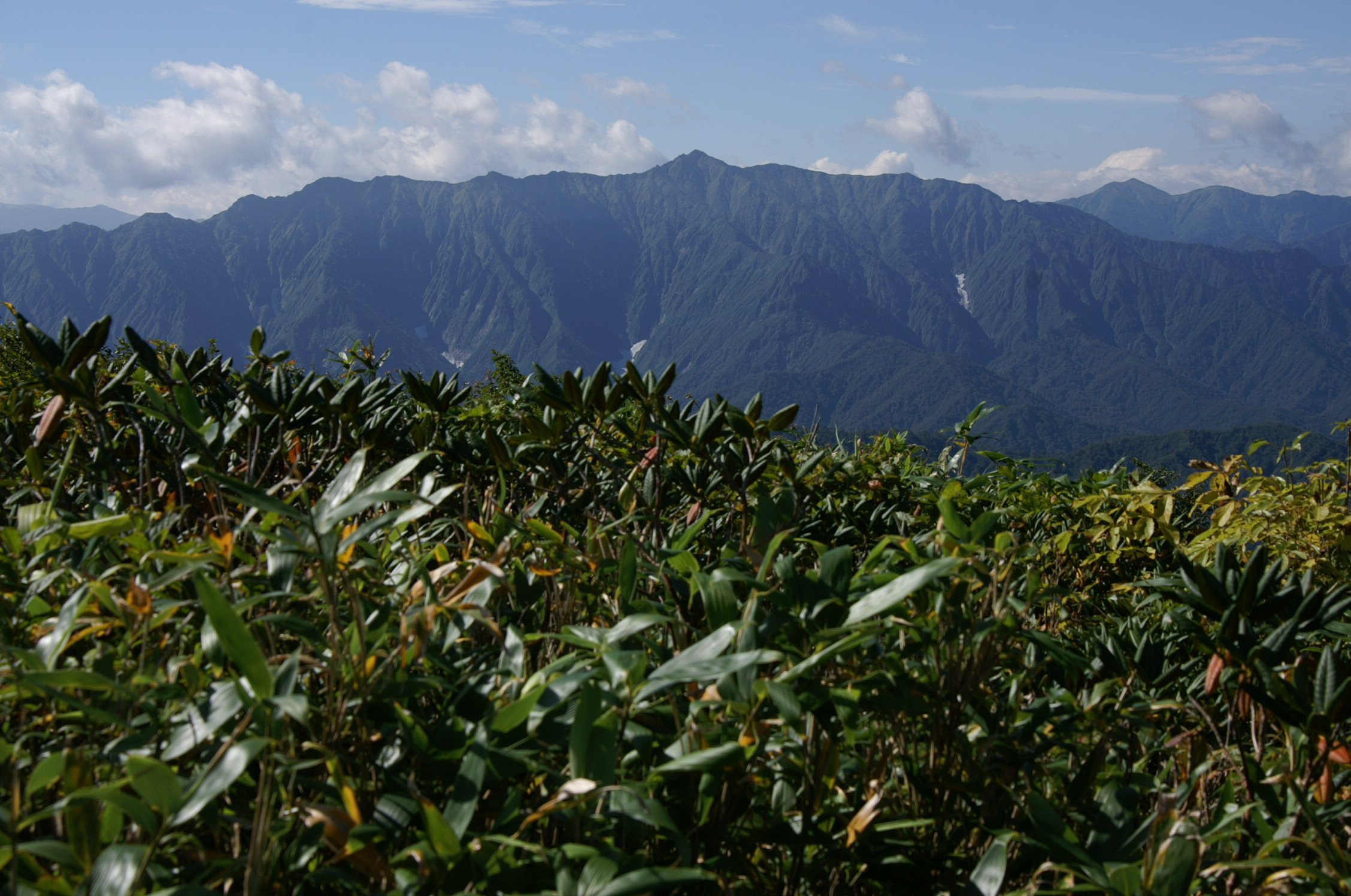
未丈ヶ岳から荒沢岳を望む
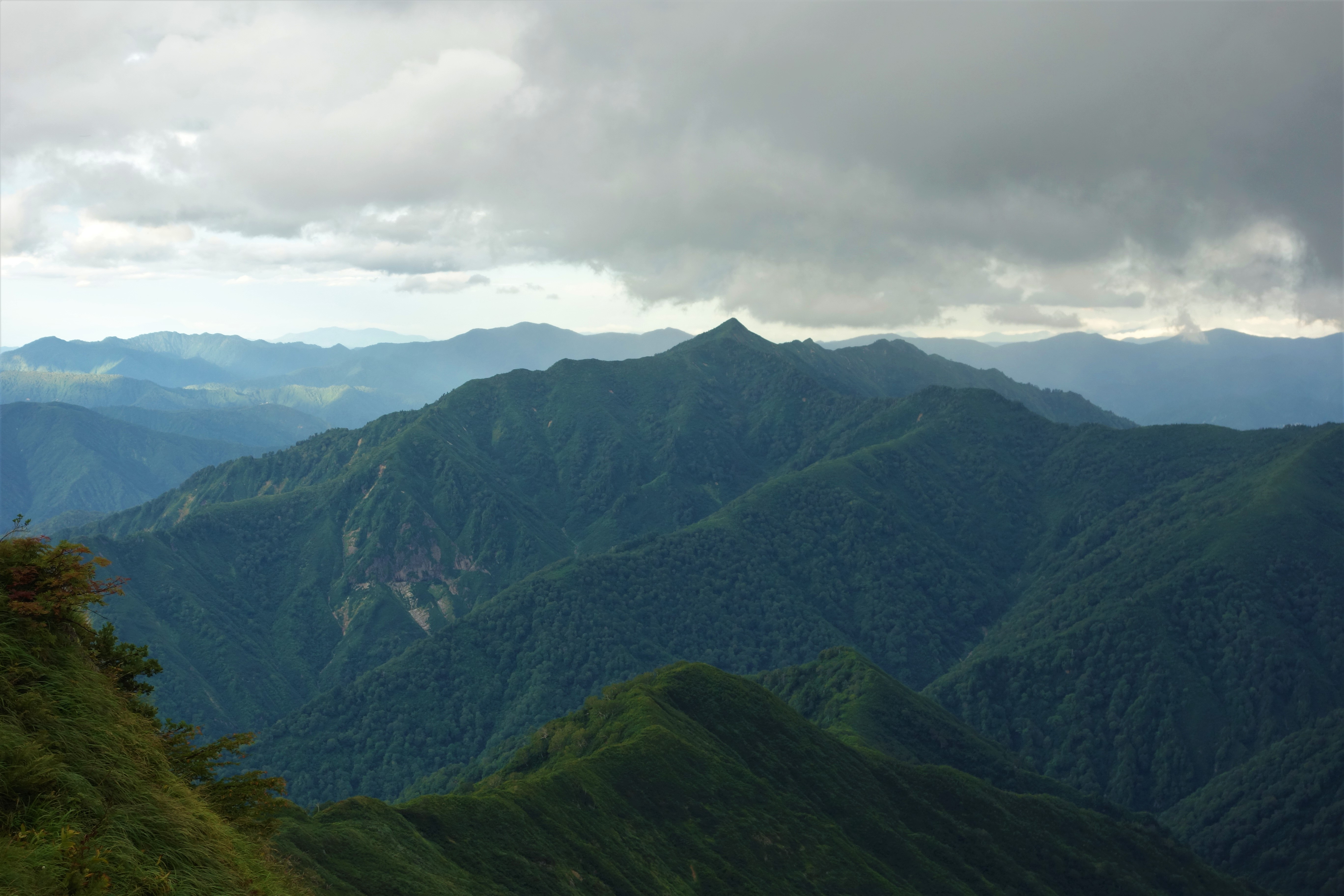
中ノ岳から見た荒沢岳
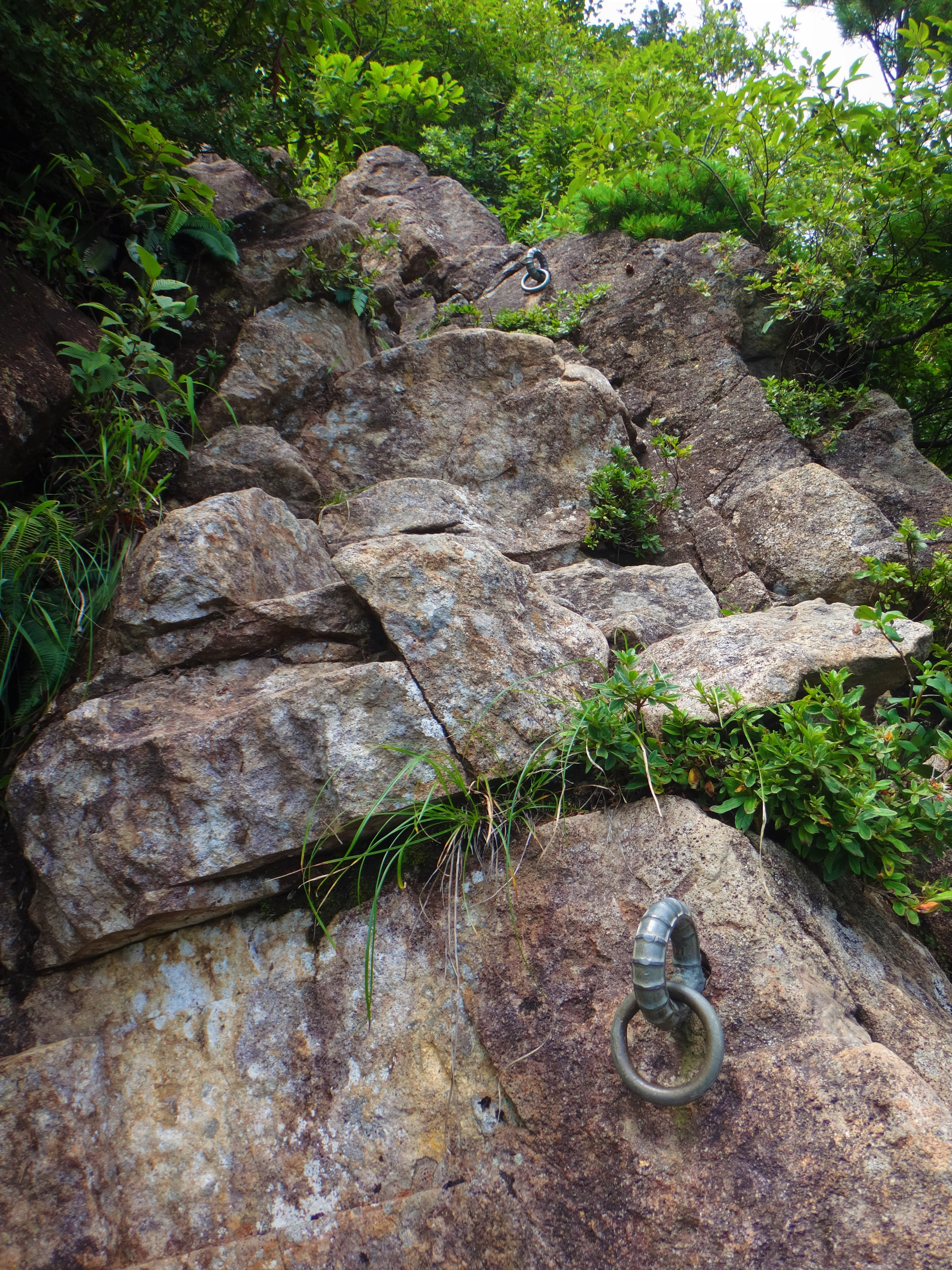
鎖の外された岩場
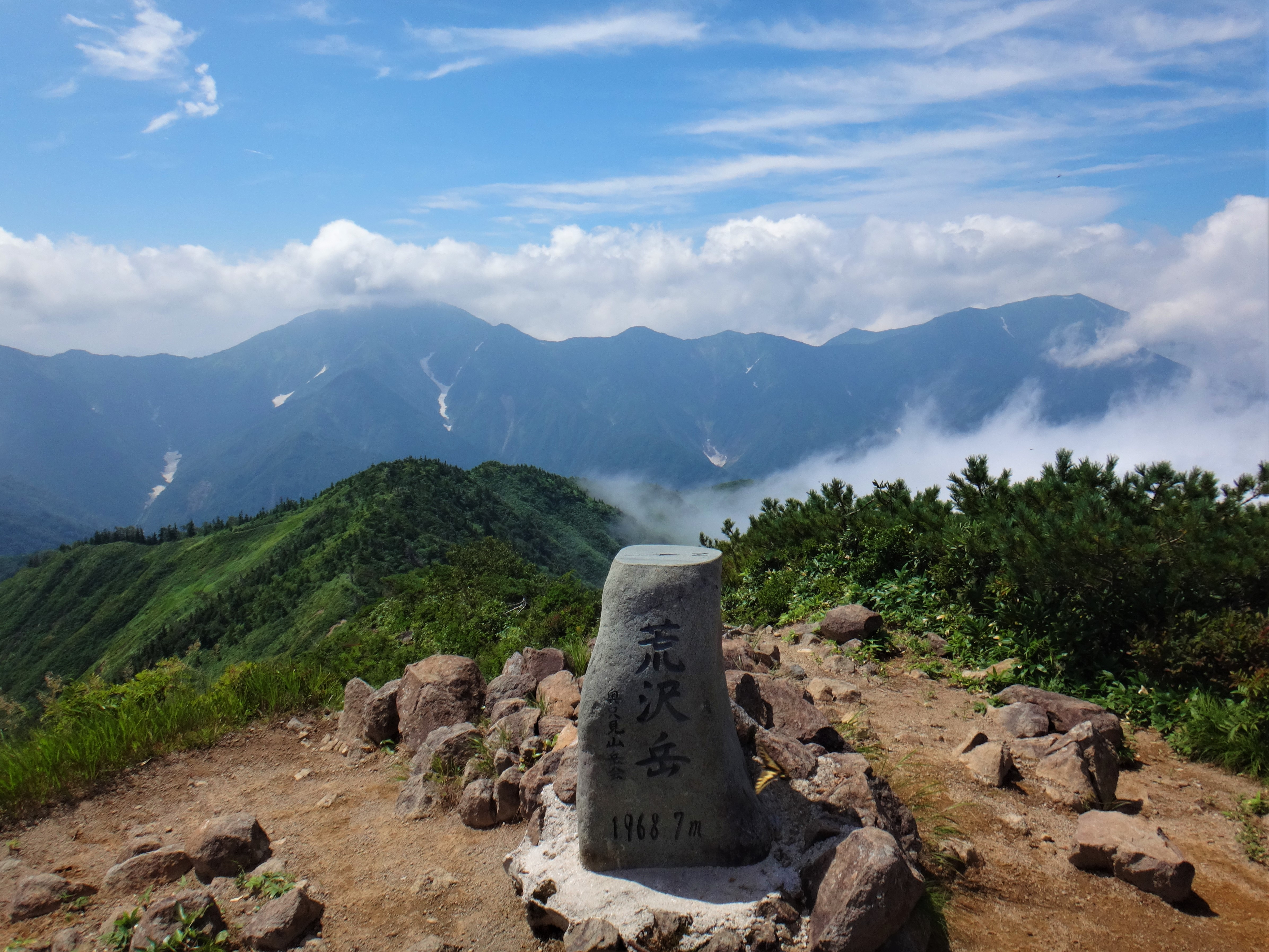
荒沢岳山頂（左が中ノ岳、右が越後駒ヶ岳）
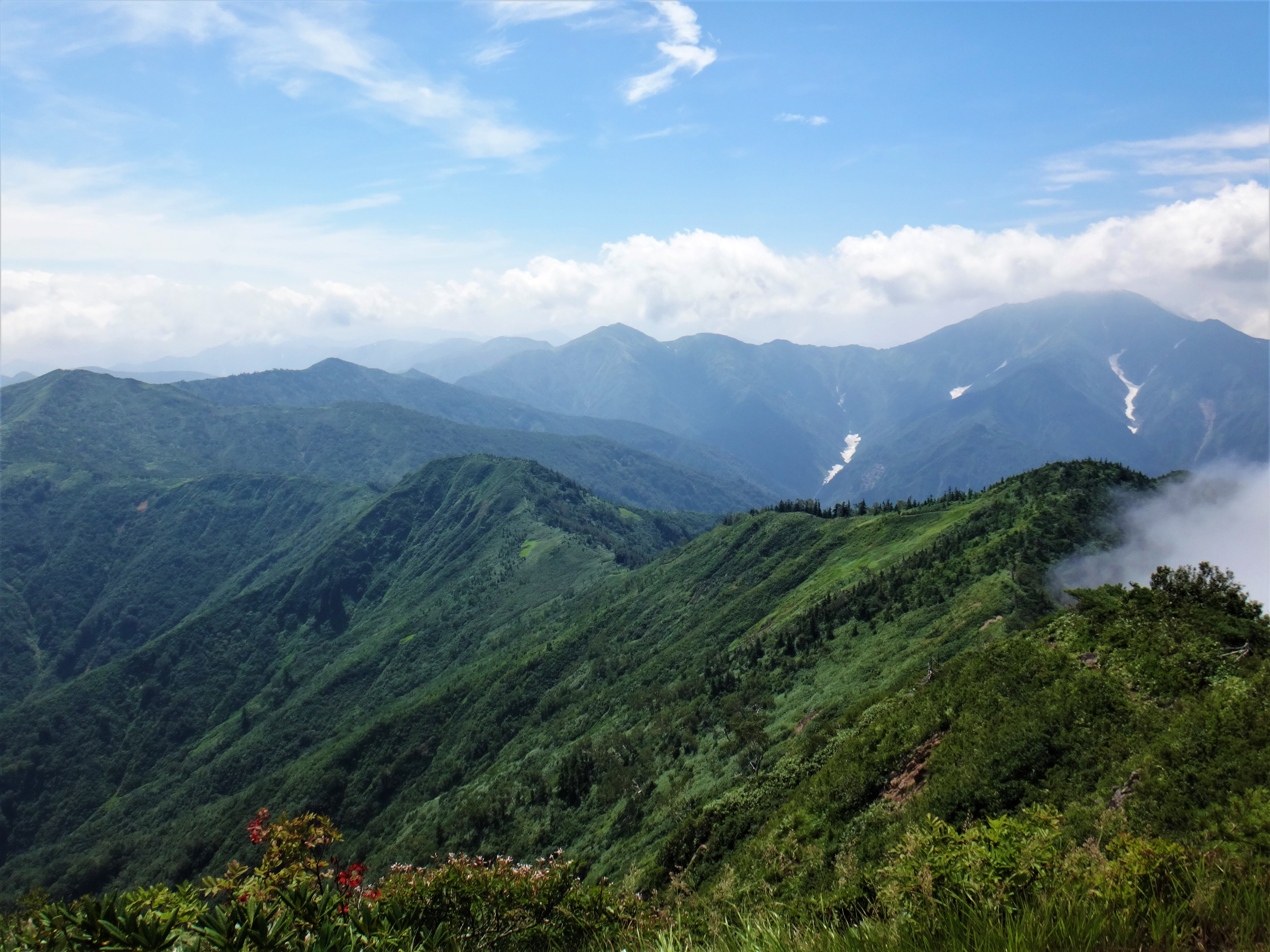
兎岳・中ノ岳への縦走路